# Sommer-Paralympics 2016/Teilnehmer (Ghana)
| stlisierte Goldmedaille | stlisierte Silbermedaille | stlisierte Bronzemedaille |
| ----------------------- | ------------------------- | ------------------------- |
| —                       | —                         | —                         |

Ghana entsandte drei Athleten zu den Paralympischen Sommerspielen 2016 in Rio de Janeiro,  die in drei Sportarten antraten. Fahnenträger für Ghana bei der Eröffnungsfeier war der Leichtathlet Yusif Amadu.

## Teilnehmer nach Sportart

### Leichtathletik
Springen und Werfen
| Athleten    | Wettbewerb     | Finale | Finale | Rang |
| Athleten    | Wettbewerb     | Weite  | Rang   | Rang |
| ----------- | -------------- | ------ | ------ | ---- |
| Männer      |                |        |        |      |
| Yusif Amadu | Hochsprung T42 | 1,68 m | 11     | 11   |

### Radsport

#### Straße
| Athleten    | Wettbewerb          | Zeit         | Rang |
| ----------- | ------------------- | ------------ | ---- |
| Männer      |                     |              |      |
| Mumuni Alem | Einzelzeitfahren C2 | 36:10,85 min | 15   |

#### Bahn
| Athleten    | Wettbewerb                | Qualifikation | Qualifikation | Finals        | Finals        | Rang |
| Athleten    | Wettbewerb                | Zeit          | Rang          | Gegner        | Zeit          | Rang |
| ----------- | ------------------------- | ------------- | ------------- | ------------- | ------------- | ---- |
| Männer      |                           |               |               |               |               |      |
| Mumuni Alem | 3000 m Einerverfolgung C2 | 4:59,965 min  | 10            | ausgeschieden | ausgeschieden | 10   |

### Powerlifting (Bankdrücken)
| Athleten          | Wettbewerb | Ergebnis | Rang |
| ----------------- | ---------- | -------- | ---- |
| Männer            |            |          |      |
| Charles Narh Teye | bis 80 kg  | 160 kg   | 9    |